# Torneträsk
Torneträsk (samisk Duortnosjávri) er en svensk sø i det nordvestlige Lappland, i Kiruna kommune, med et areal på 330 km². Torneträsk, der er over 70 kilometer lang, er fordybet af en gletsjer, og har en største dybde på 168 meter, hvilket gør den til Sveriges næstdybeste efter Hornavan. Den afvandes gennem Torne älv. Normalt er der is på søen fra december til juni, men der kan forekomme afvigelser. Elven Abiskojåkka er Torneträsks største tilløb.
Langs størstedelen af den sydlige bred løber Europavej 10 og Malmbanan, og i vest ligger turistbyerne Abisko og Björkliden. Den nordlige bred er stort set uudforsket og der gælder et forbud mod snescootere. På selve søen er snescootertrafik dog tilladt, og det er et populært sted at sportsfiske. I foråret, særligt i weekenderne, tager mange mennesker fra Kiruna til Torneträsk for at fiske på isen. Mange anvender huse på meder, som anvendes til flytte husene ud på isen. En årligt tilbagevendende begivenhed er laplandsmesterskabet i sportsfiskeri, der finder sted ved Stenbacken.
68°22′N 19°06′Ø / 68.367°N 19.100°Ø